# Mamihlapinatapai
Mamihlapinatapai (або mamihlapinatapei, зазвичай вимовляється як маміглапінатапай) — слово з яґанської мови племені яґанів (Вогняна Земля), занесено до книги рекордів Гіннеса як «найбільш стисле слово» та вважається одним із найскладніших для перекладу слів. Воно означає «Погляд між двома людьми, в якому зображено бажання кожного, щоб інший запропонував те чого обоє прагнуть, але жоден не хоче бути першим».
Слово складається з рефлексивного/пасивного префікса ma- (перед голосним — mam-), кореня ihlapi (вимовляється [iɬapi]), що означає «бути в недорозумінні, що робити далі», суфікса -n (вказує на статичність), суфікса -ate (означає досягнення), та подвійного суфікса -apai, який разом з рефлексивним mam- означає взаємність.
Окрім цього, це назва пісень американського поета-співака Ронні Кокса.